# Форте (футбольный клуб)
«Форте» — российский футбольный клуб из Таганрога, существовавший с 2019 по 2025 год. Домашние матчи проводил на стадионе «Форте Арена» («Торпедо») в Таганроге.

## История
Предложения о воссоздании профессионального футбольного клуба в Таганроге появились в 2018 году, в период реконструкции местного стадиона «Торпедо», прошедшей в рамках подготовки к чемпионату мира. Интерес к созданию клуба проявила компания Forte Home GmbH. Президентом клуба стал руководитель компании Александр Денисов. Главным тренером был назначен уроженец Таганрога Алексей Герасименко, ранее работавший в структурах киевского «Динамо», «Краснодара» и «Кубани».
16 июня 2020 года клуб прошёл процедуру лицензирования для участия в официальных турнирах под эгидой РФС. Руководством команды была поставлена цель выйти в ФНЛ по итогам первого же сезона в ПФЛ. Однако в результате клуб занял лишь 9-е место из 17, при 13 победах, 8 ничьих и 11 поражениях.
8 апреля 2023 года, обыграв «Ессентуки» 15:0, «Форте» повторил рекорд разницы забитых и пропущенных мячей в одном матче для профессиональных лиг России (после этого матча ФК «Ессентуки» снялся с соревнований, и в соответствии с п. 3.7 регламента первенства Второй лиги, в связи с прекращением участия команды в первенстве, результаты матчей ФК «Ессентуки» во втором круге 1-го этапа были аннулированы с засчитыванием соперникам технических побед без изменения разницы забитых и пропущенных мячей в турнирной таблице).
Во втором полугодии 2023 года выступал в дивизионе «А» Второй лиги, где занял 7-е место в группе «серебро» на первом этапе и выбыл в дивизион «Б» Второй лиги, где стал выступать в группе 1. В сезоне 2024 стал победителем дивизиона «Б» Второй лиги и вновь вернулся выступать в дивизионе «А». По итогам сезона 2024/25 занял заключающее 10-е место в группе «серебро» дивизиона «А» Второй лиги. 16 июня 2025 года «Форте» объявил о прекращении своего существования.

## Результаты выступлений
| Сезон   | Первенство                                             | Первенство | Первенство | Первенство | Первенство | Первенство | Первенство | Первенство | Кубок                   |
| Сезон   | Лига/дивизион                                          | Место      | И          | В          | Н          | П          | Мячи       | О          | Кубок                   |
| ------- | ------------------------------------------------------ | ---------- | ---------- | ---------- | ---------- | ---------- | ---------- | ---------- | ----------------------- |
| 2020/21 | Первенство ПФЛ, группа 1                               | 9 из 17    | 32         | 13         | 8          | 11         | 53-32      | 47         | 1/256 финала            |
| 2021/22 | Второй дивизион ФНЛ, группа 1                          | 4 из 17    | 32         | 17         | 10         | 5          | 55-31      | 61         | 1/64 финала             |
| 2022/23 | Вторая лига, группа 1                                  | 4 из 13    | 31         | 13         | 11         | 7          | 42-26      | 50         | 2-й раунд пути регионов |
| 2023/24 | Вторая лига, дивизион «А», 1-й этап — группа «серебро» | 7 из 10    | 18         | 7          | 3          | 8          | 24-27      | 24         | 6-й раунд пути регионов |
| 2024    | Вторая лига, дивизион «Б», группа 1                    | 1 из 17    | 32         | 22         | 5          | 5          | 68-30      | 71         | 3-й раунд пути регионов |
| 2024/25 | Вторая лига, дивизион «А», 2-й этап — группа «серебро» | 10 из 10   | 18         | 3          | 5          | 10         | 16-33      | 14         | 3-й раунд пути регионов |

## Стадион
Домашней ареной команды являлся (был арендован с 2020 года) городской стадион «Торпедо», который именовался клубом и в источниках «Форте Ареной». Располагается в Таганроге по адресу ул. Спортивная, 2А. Вместимость стадиона составляет 3400 зрителей. В 2020 году на арене прошла полномасштабная реконструкция.

## Главные тренеры
- Алексей Герасименко (2020)
- Александр Семенюков (2020; и. о.)
- Андрей Гордеев (2020—2022)
- Александр Семенюков (2022; и. о.)
- Константин Дзуцев (2022)
- Александр Кайванов (2022; и. о.)
- Павел Могилевский (2022—2023)
- Александр Маслов (2023; и. о.)
- Эдуард Саркисов (2023—2025)

## Рекордсмены клуба

### Рекордсмены клуба по количеству матчей
- Ратмир Машезов (2021—2024) — 92 матча.
- Дмитрий Карташов (2022—2025) — 92 матча.
- Евгений Охрименко (2021—2025) — 87 матчей.
- Николай Москаленко (2020—2025) — 77 матчей.
- Егор Могилёв (2021—2024) — 76 матчей.
- Илья Юрченко (2020—2022) — 76 матчей.
- Тимур Николаев (2023—2025) — 72 матча.
- Никита Муромский (2022—2025) — 72 матча.
- Идрис Муслуев (2022—2024) — 64 матча.
- Илья Шведюк (2023—2025) — 62 матча.
- Илья Захаров (2020—2022) — 59 матчей.
- Максим Колмаков (2023—2025) — 59 матчей.
- Александр Моргунов (2020—2022) — 56 матчей.
- Александр Панченко (2023—2025) — 52 матча.
- Пётр Володкин (2022—2024) — 51 матч.

### Лучшие бомбардиры в истории клуба
- Рашид Магомедов (2021—2023) — 19 голов.
- Илья Юрченко (2020—2022) — 18 голов.
- Магомед Абакаров (2024) — 18 голов.
- Тимур Мелекесцев (2024—2025) — 15 голов.
- Илья Захаров (2020—2022) — 14 голов.
- Дмитрий Лаврищев (2022—2023) — 14 голов.
- Пётр Володкин (2022—2024) — 14 голов.
- Никита Муромский (2022—2025) — 14 голов.

### Рекордсмены клуба по забитым голам за сезон во Второй лиге
- Магомед Абакаров — 17 голов в сезоне 2024.
- Рашид Магомедов — 11 голов в сезоне 2023/24.
- Илья Юрченко — 10 голов в сезоне 2020/21.
- Илья Захаров — 10 голов в сезоне 2020/21.